# Victor Papon
Pour les articles homonymes, voir Papon.
Victor Papon, né le 25 janvier 2001 à Langres, est un coureur cycliste français.

## Biographie
Victor Papon est originaire de Langres, une sous-préfecture de la Haute-Marne. Dans sa jeunesse, il joue au football durant une douzaine d'années. Il passe ensuite au triathlon, où il découvre sa passion pour le cyclisme. Après cinq années de pratique, il fait le choix de se focaliser sur le vélo en 2021, alors qu'il est âgé de vingt ans. Il prend alors une licence au Vélo Club de Toucy,.
En 2022, il porte les couleurs de l'UV Aube. Avec cette formation, il se classe quatrième du championnat du Grand Est du contre-la-montre. Il termine également dixième du Tour du Gévaudan Occitanie, inscrit au calendrier de la Coupe de France N1. L'année suivante, il s'impose à trois reprises dans des compétitions de première catégorie. Il obtient aussi de nouvelles places d'honneur en Coupe de France N3. 
En 2024, il intègre le club Paris Cycliste Olympique, au plus haut niveau amateur. Décrit comme un puncheur, il réalise sa meilleure saison en remportant cinq courses, dont une manche de la Coupe de France N1. Dans le même temps, il ne délaisse pas ses études en validant un Master 2 de finance d’entreprise à Dijon. Grâce à ses bonnes performances, il parvient à signer un premier contrat professionnel avec la structure Wagner Bazin-WB, issue de la fusion des équipes Bingoal WB et Philippe Wagner-Bazin.

## Palmarès
- 2023
  - Grand Prix de Villechétif
  - Grand Prix de Tourteron
  - 2e du championnat du Grand Est du contre-la-montre
  - 3e du Grand Prix de la Sologne des Étangs
- 2024
  - 2e épreuve du Circuit des plages vendéennes
  - La Gainsbarre
  - Boucles de la Charente-Maritime :
    - Classement général
    - 2e étape (contre-la-montre par équipes)

  - Nocturne de Dole
  - 1re étape des Trois Jours de Cherbourg
  - 2e du Grand Prix des Marbriers
  - 3e du Circuit des plages vendéennes
  - 3e du Grand Prix de Buxerolles
  - 3e des Trois Jours de Cherbourg